# Topi (Paquistão)
Topi é uma cidade do Paquistão localizada na província da Caiber Paquetuncuá.